# Aleksander Kotowicz
Aleksander Kotowicz herbu Korczak (ur. ok. 1622, zm. 30 listopada 1686) – biskup wileński od 9 kwietnia 1685, smoleński od 1673, kanclerz Akademii i Uniwersytetu Wileńskiego Towarzystwa Jezusowego w latach 1685-1686.

## Życiorys
W 1644 uzyskał na Akademii Wileńskiej tytuł magistra filozofii, następnie przez kilka lat studiował teologię i prawo kanoniczne. Po przyjęciu święceń kapłańskich został kanonikiem smoleńskim. W 1652 wpisał się w poczet studentów Uniwersytetu Padewskiego. W 1657 został kanonikiem wileńskim. W 1661 mianowany scholastykiem wileńskim, pełnił funkcję oficjała w konsystorzu biskupim i audytora kurii biskupiej. Był też sekretarzem królewskim i regentem kancelarii większej litewskiej.
W czasie wojny polsko-rosyjskiej 1654-1667 był w  1658 posłem Rzeczypospolitej do dowódcy rosyjskiego Jurija Aleksiejewicza Dołgorukiego. Był członkiem konfederacji generalnej zawiązanej 15 stycznia 1674 roku na sejmie konwokacyjnym. W 1677 roku wyznaczony z Senatu do Trybunału Skarbowego Wielkiego Księstwa Litewskiego. W 1671 był sekretarzem moskiewskiego poselstwa Jana Krzysztofa Gnińskiego. Jako nagrodę dostał królewską nominację na biskupstwo smoleńskie. W 1679 został członkiem Trybunału Skarbowego Litewskiego.
W 1684 uzyskał królewską nominację na biskupstwo wileńskie. Kapituła wileńska nie uznała jednak tej nominacji, w 1685 uzyskał prowizję papieską i 29 września tego roku objął kanonicznie swoją diecezję. Odbył synod diecezjalny.
Napisał „Constitutiones et Decreta Synodi Dioecesis Vilnensis“ (Wilno, 1681) i „Listy pasterskie do kaznodziejów dyjecezyi wileńskiéj“ (Wilno, 1685). Większość jego dzieł była opublikowana zaraz po jego śmierci.
Pochowany w katedrze Św. Stanisława i Św. Władysława w Wilnie.